# 塞夫爾-巴比倫站
塞夫爾-巴比倫站（法語：Sèvres - Babylone）是巴黎地鐵的一個車站。塞夫爾-巴比倫站位於巴黎六區和巴黎七區的交界處，開通於1910年11月5日。塞夫爾-巴比倫站是巴黎地鐵10號線和巴黎地鐵12號線的交會車站。

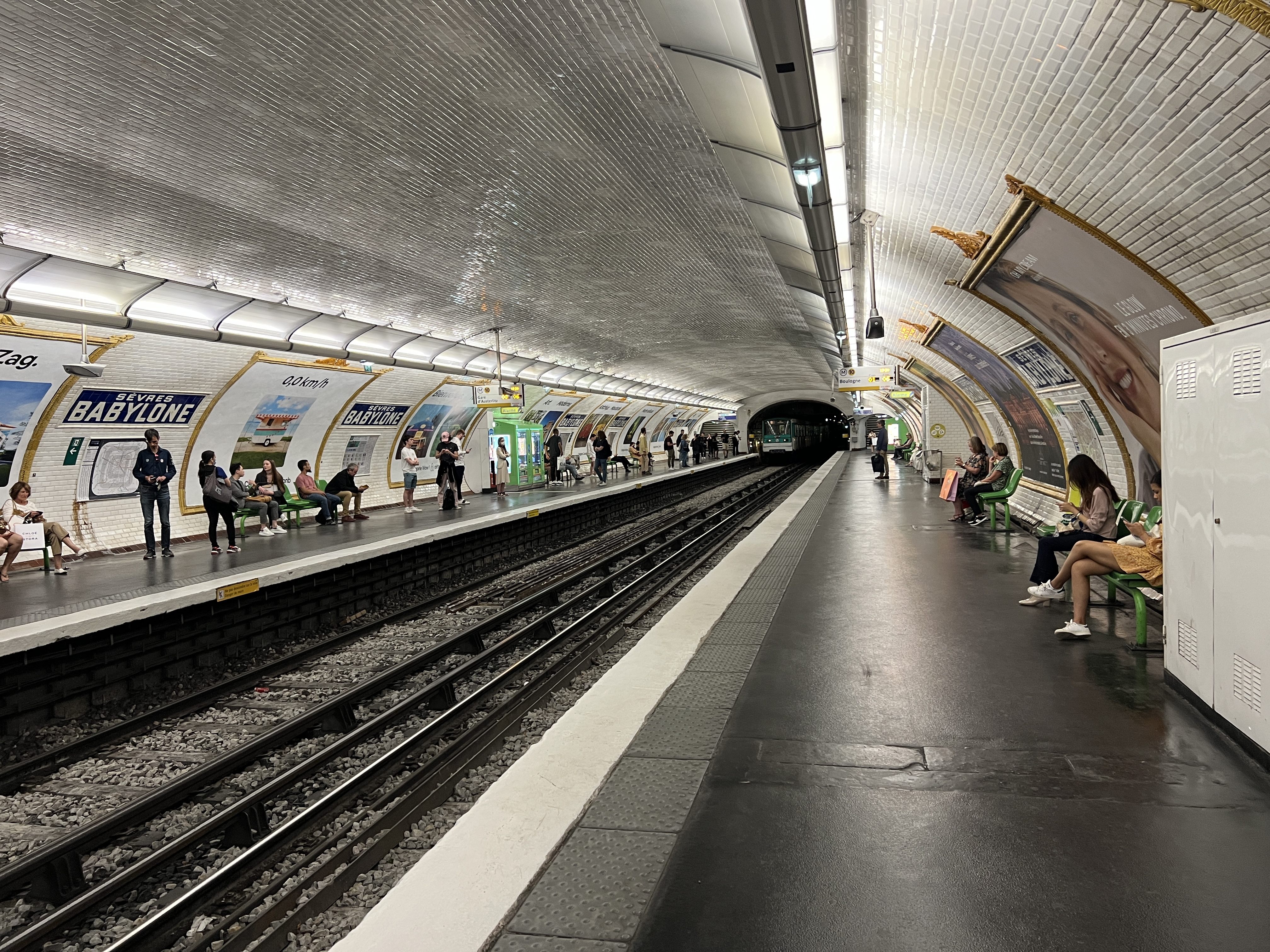
10號線月台（2022年7月）

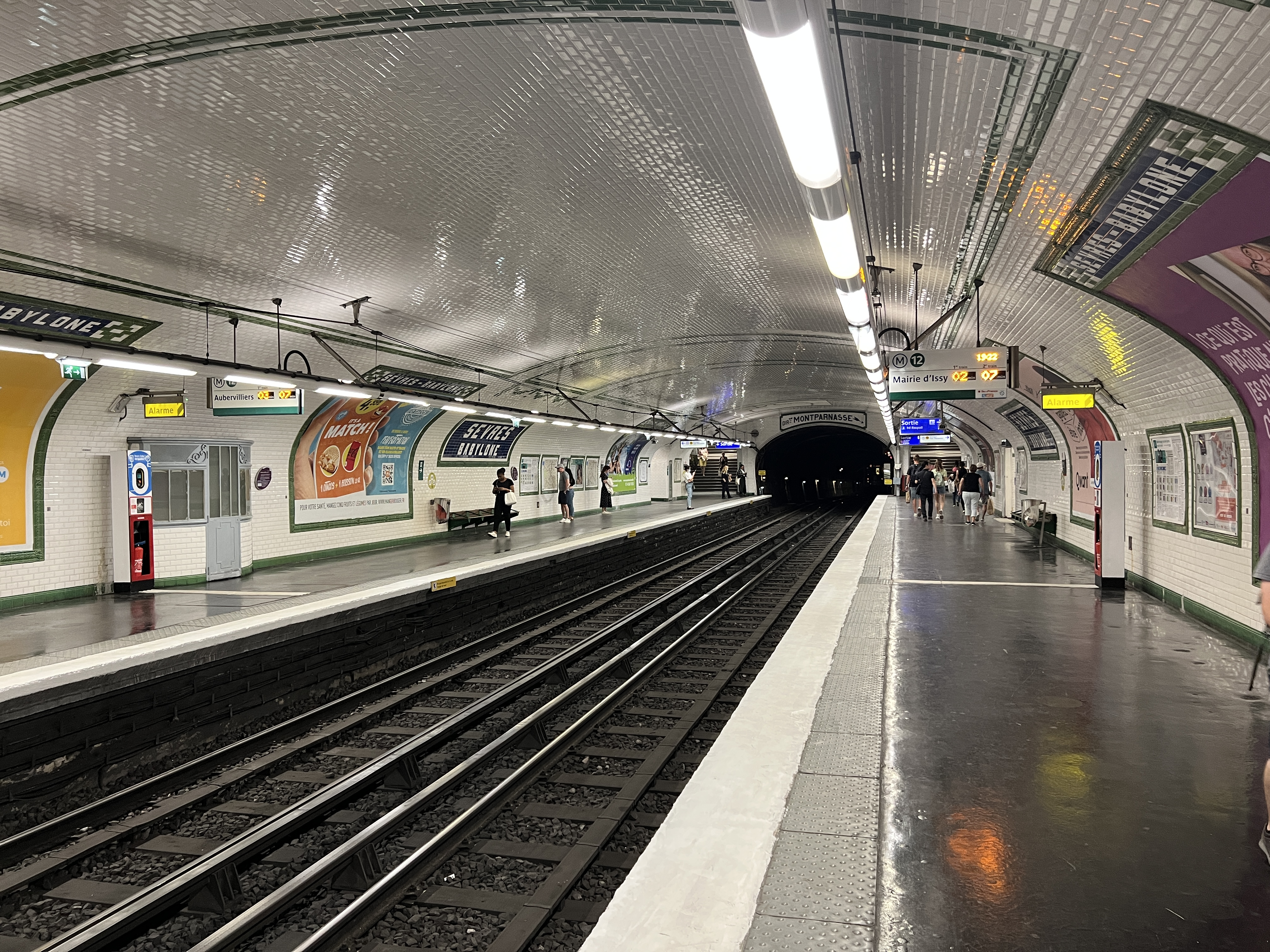
12號線月台（2022年7月）

## 車站結構
| 街道層     |                    |                            |
| B1         | 夾層               |                            |
| 12號線月台 | 側式月台，右側開門 | 側式月台，右側開門         |
| 12號線月台 | 南行               | 往伊西市政府（雷恩）       |
| 12號線月台 | 北行               | 往奧貝維埃市政府（渡船路） |
| 12號線月台 | 側式月台，右側開門 |                            |
| 10號線月台 | 側式月台，右側開門 | 側式月台，右側開門         |
| 10號線月台 | 西行               | 往布洛涅-聖克盧橋（瓦諾）  |
| 10號線月台 | 東行               | 往奧斯特里茨站（馬比永）   |
| 10號線月台 | 側式月台，右側開門 |                            |